# オオマリコケムシ
オオマリコケムシ（Pectinatella magnifica、大毱苔虫）は、外肛動物オオマリコケムシ科に属するコケムシの一種である。池や沼などの淡水域に棲み、寒天質を分泌して巨大な群体を形成する。
アメリカ合衆国ペンシルベニア州フィラデルフィア郊外で発見・記載され、1900年頃に中央ヨーロッパに持ち込まれた。日本では1972年に山梨県の河口湖で初めて発見されて以来、翌1973年には同県精進湖でも多数の群体が出現、その後も外来種として分布を広げている。現在では日本各地の湖沼で普通に見られる。奇妙で大きな外見から、度々話題になることがある。

## 形態
オオマリコケムシは群体を形成して肉眼的な大きさになる生物であるが、これを構成する個虫は非常に小さい。時に小型で分散性の休芽が作られて群体から放出され、これが悪条件への耐久や分布を広げる役目を担う。群体の表面には特徴的な多角形の模様が見られ、これと群体の形状が手毬を思わせることが、和名の由来である。

### 群体
群体中の個虫は体腔を共有するとともに、細胞外に寒天質を分泌して、これに埋没する。個虫が寒天質を分泌しながら水草や岩に付着して増殖するために、群体という形をとるものと考えられている。群体は球形から分厚い円盤状の形をしており、内部には寒天質が詰まり、表面に個虫が並んでいる。発達すると群体塊は房状に増殖して一畳にも達する大きさになる。長さでは2.8mに達したという報告もある。大きな群体塊になると付着物から離れていったん沈むが、寒天質中にガスが溜まり、やがて浮遊してくる。群体は夏から晩秋にかけて、1ヶ月で倍増するほどの速度で成長するが、冬季には低温によって表面の個虫が死滅し、ただの寒天質の塊になってしまう。オオマリコケムシの越冬は後述する休芽の状態で行われる。

### 個虫
個虫のポリプ体（虫体、polypide）は体長1.5mmほどで、肉眼では寒天（ポリプ体と区別して虫室（zooecium）とも呼ばれる）塊表面の黒色の点として認識できる。
虫体は群体の外側へ向けて馬蹄形の触手冠を持ち、その中央に口がある。消化管はU字型をしており、肛門は触手冠の外側に開口する。摂食の様式は濾過摂食であり、水中の微生物やデトリタスをこの触手冠で濾し取って食べる。口の側にある口上突起（epistome）の近傍には赤い色素がある。また、触手冠の両先端部の下面、および虫体と寒天質が接する部分の肛門側には、上皮線からの分泌物の乳白色の塊がある。他の外肛動物と同様に循環器系は無いが、代わりに胃緒（funicles）と呼ばれる紐状の間充織のネットワークが体内を充たしている。
なお、オンタリオ湖のオオマリコケムシの上皮細胞には、Trichonosema algonquinensis や T. pectinatellae といった Trichonosema 属の微胞子虫が寄生している例が報告されている。

## 生殖
オオマリコケムシは雌雄同体であり、生活環には有性生殖と無性生殖の両方が見られる。いずれの場合も1個体から新たな群体を形成する過程を含むが、そのような最初の個虫は初虫 (ancestrula) と呼ばれる。

### 有性生殖
有性生殖では体腔内の卵巣で受精が起こった後、親個虫の胚嚢（表皮直下の空嚢）の中で幼生の胚発生が進行する。幼生はほぼ発生が完了してから親個虫の外に放出される。幼生は繊毛によって遊泳し、適当な基物に着生して初虫となる。

### 無性生殖
オオマリコケムシの無性生殖は二通りある。一つは群体中の個虫が増殖する際の出芽である。前述の有性生殖によって独立した幼生は、着生後に出芽を繰り返して個体数を増やし、群体を形成してゆく。
もう一つの無性生殖は休芽（スタトブラスト、statoblast）と呼ばれる耐久性の構造を経るものである。休芽は発生初期の段階の個虫が強靭なキチン質の殻に包まれたもので、この状態で低温や（ある程度の）乾燥といった環境ストレスに耐える。休芽は丸みを帯びたいびつな多角形で、直径は約1mm（突起含まず）である。休芽は丈夫な殻に覆われており、この殻には錨型の棘が十数本ある。休芽は個虫の胃緒で無性的に形成され、完成すると寒天質を周囲にまとって放出される。この寒天質は放出後数週間持続するが後に消滅する。
休芽は温度や光条件により発芽する。休眠状態の発芽は低温に晒されると静止状態に移行し、その後適温（17-25℃）になると発芽する。この仕組みにより、オオマリコケムシは群体の生育に適した春期に発芽することができる。適温に置かれた休芽は、一日目に細胞層の陥入によって消化管の形成が始まる。2日目にはU字型の消化管の形成が完了し、触手冠の原基も作られる。3-4日目には虫体がほぼ完成、5日ほどで初虫となる個体が殻からハッチしてくる。

## 人間との関わり
琵琶湖や霞ヶ浦、雄蛇ヶ池など、日本各地の湖沼で時々大発生する。水質が悪化した水域で多く見られる傾向がある。積極的に害をおよぼす例は知られていないが、取水口などに詰まって物理的な障害となる場合がある。また本種の分布域拡大とともに、同じ生態的地位を占める在来種であるカンテンコケムシやヒメテンコケムシが減少しており、これらの生物の脅威となっていると考えられている。
毒は持たないが、一般に食用にはならない。朝日放送のテレビ番組『探偵!ナイトスクープ』2003年12月19日放送分では、当時辻学園調理・製菓専門学校で教鞭を執っていた林裕人が、オオマリコケムシに真空調理などの下ごしらえを施し、美味しく食べられるように調理する様子を放送した。